# Flandes francés
El Flandes de sur o Flandes francés (Flandre française en francés; Frans-Vlaanderen en neerlandés) es una región no administrativa que ocupa la mitad septentrional del departamento de Norte (Nord), en Francia (Blootland, Houtland, Métropole de Lille, Pévèle-Carembault, Douaisis).
Se distinguen varias regiones naturales en el Westhoek (parte del Flandes del sur comprendida entre el Lys, llamado en flamenco-neerlandés: Leie, y el mar del Norte donde se habla el flamenco):
- el Blootland «tierra desierta» o Llano marítimo (con la ciudad de Dunkerque)
- el Houtland «tierra de los bosques» (con las ciudades de Cassel, Hazebrouck y Bailleul).
- el Llano del Lys/Leie que se confunde con la baja región costera de dunas, marismas, pantanos y polders, muy canalizada, llamada Wateringen (afrancesado "Watringue").

Este territorio corresponde hoy al distrito de Dunkerque y por el sudoeste se extiende hasta el río Aa donde se ubica la ciudad de Gravelinas  (en la Edad Media y hasta aproximadamente el siglo XVIII el idioma flamenco-neerlandés se hablaba usualmente hasta Kales (Calais) en el sector noreste del canal de la Mancha).
Además del Westhoek (llamado también Flandes Marítimo), el Flandes francés incluye otra parte alrededor de Lille y Douai que se llama en ocasiones Flandes de Lille, Flandes galicante, Flandes romance o Flandes valón (etc) de expresión francesa.
Este territorio corresponde hoy a los distritos de Lille y Douai.

## Cultura franco-flamenca
El Flandes del sur se caracteriza sobre todo por su identidad bicultural: hasta principios del siglo XX menos de la mitad de su población hablaba el flamenco, lengua germánica parecida al neerlandés, y la otra mitad hablaba francés o picardo (incluido el famoso chti), lengua de oïl hablada más al sur y al oeste (Lille, Douai).
El flamenco o neerlandés se enseñó en las escuelas primarias de la región hasta la prohibición de 1853 por la Academia de Lille. Este decreto no se puso nunca después en entredicho. Algunos juegos flamencos, como el bourle, aún son practicados en esta zona. La extensión lingüística se muestra claramente a través de los topónimos: Dunkerque («iglesia de la duna»), Brouckerque («iglesia del pantano») o Hazebrouck («pantano de la liebre»).
Todavía algunos ancianos de los pueblos hablan siempre en flamenco entre ellos. Se enseña el neerlandés en algunas escuelas y órganos colegiados en un curso de una hora por semana.
El Estado francés no reconoce la lengua flamenca como lengua regional, a pesar de los 100.000 ciudadanos franceses que hablan o comprenden esta lengua. La solicitud de tal reconocimiento se pidió ante Luc Ferry pero chocó con la negativa porque el flamenco no es más que un componente del neerlandés, lengua extranjera. La comunidad flamenca se moviliza para preservar su patrimonio cultural.

## Literatura
La obra del escritor de Dunkerque Michel de Swaen se reconoce aún hoy día en el conjunto del espacio neerlandófono como una de las más importantes de la literatura flamenca.

## Teatro
El Teatro popular para el Flandes francés de Flor Barbry es una sociedad teatral neerlandófona que da representaciones en Flandes Occidental y el Flandes francés desde 1954.

## Extensión histórica
Flandes francés designa también:
- la parte meridional del condado de Flandes que implicaba regiones no flamencas (en el sentido geográfico, lingüístico y cultural) (por ejemplo: Valenciennes);
- la antigua provincia francesa del Antiguo Régimen (Flandes) compuesta de la parte francesa de condado de Flandes y del condado de Henao, con capital en Lille.

Este pasó a estar bajo soberanía borgoñona y luego española. El territorio de los distritos actuales de Lille, Douai y Dunkerque se cedió progresivamente a Francia durante el reinado de Luis XIV por el tratado de los Pirineos en 1659, la compra al Reino de Inglaterra en 1662 de Dunkerque y Fort-Mardyck, por el tratado de Aquisgrán en 1668 y por el Tratado de Nimega en 1678.
Invadida en 1791 por los austriacos, estuvo ocupado a pesar de la heroica resistencia de los lileses; Pichegru lo recuperó en 1793.
El Flandes francés hoy no tiene la menor institución política o administrativa propia, excepto por medio de la intercommunalité con los “Países” (leyes Chevènement - Voynet) donde aparece el nombre “Flandes”. Dos “países” así se crearon recientemente: el País Molinos de Flandes y el País Corazón de Flandes.